# (384282) Evgeniyegorov
(384282) Evgeniyegorov est un astéroïde de la ceinture principale.

## Description
(384282) Evgeniyegorov est un astéroïde de la ceinture principale. Il fut découvert le 28 août 2009 à Zelenchukskaya Station par Timur V. Kryachko. Il présente une orbite caractérisée par un demi-grand axe de 2,39 UA, une excentricité de 0,23 et une inclinaison de 1,2° par rapport à l'écliptique.